# Martin Steskal
Martin Steskal (* 1974) ist ein österreichischer Klassischer Archäologe.

## Leben
Martin Steskal studierte Klassische Archäologie und Alte Geschichte an der Universität Wien und wurde dort im Jahr 1999 promoviert. Seit 1999 ist er Mitarbeiter der Ausgrabungen in Ephesos. 2001 wurde er wissenschaftlicher Angestellter am Österreichischen Archäologischen Institut (ÖAI). 2012 habilitierte er sich an der Universität Wien. Ab 2015 war er stellvertretender Leiter der Grabung in Ephesos unter Sabine Ladstätter, seit 2024 ist er Leiter der Grabung in Ephesos. Seit September 2023 ist er Leiter der Abteilung Historische Archäologie des ÖAI/ÖAW.

## Veröffentlichungen (Auswahl)
- Der Zerstörungsbefund 480/79 der Athener Akropolis. Eine Fallstudie zum etablierten Chronologiegerüst (= Antiquitates. Archäologische Forschungsergebnisse. Bd. 30). Verlag Dr. Kovač, Hamburg 2004, ISBN 3-8300-1385-X (Dissertation).
- mit Martino La Torre: Das Vediusgymnasium in Ephesos (= Forschungen in Ephesos Bd. 14, 1). Wien 2008, ISBN 978-3-7001-3950-8 (Digitalisat).
- Das Prytaneion in Ephesos (= Forschungen in Ephesos Bd. 9, 4). Verlag der Österreichischen Akademie der Wissenschaften, Wien 2010, ISBN 978-3-7001-6842-3 (Digitalisat).